# Sugarland (film)
 (juin 2023).
Cet article concerne le documentaire. Pour la ville du Texas, voir Sugar Land. Pour le groupe de musique, voir Sugarland.
Pour plus de détails, voir Fiche technique et Distribution.
Sugarland (That Sugar Film) est un film documentaire australien réalisé par Damon Gameau et sorti en 2014. Il évoque l'importance du sucre dans l'industrie agroalimentaire et ses conséquences sur la santé.

## Fiche technique
- Titre original : That Sugar Film
- Titre français : Sugarland
- Réalisation et scénario : Damon Gameau
- Musique : Jojo Petrina
- Pays d'origine :  Australie
- Langue originale : anglais
- Durée : 90 minutes[1]
- Dates de sortie :
  - Pays-Bas : 20 novembre 2014 (première mondiale au festival IDFA)
  - Australie : février 2015
  - France : 24 janvier 2018

## Sujet
Le film retrace l'expérience de Damon Gameau sur lui-même, qui pour une période de quelques mois change son régime alimentaire normal ne contenant pas de sucre raffiné pour pratiquer un régime "soucieux de sa santé '' faible en gras mais riche en sucre, équivalent à 160 grammes (40 c. à thé) de sucre par jour. Cette quantité apparait comme "normale" pour l'industrie du sucre. L'expérience est toutefois menée sous la surveillance d'un médecin et d'un diététicien. Elle se déroule pendant la grossesse de sa femme et se terminera après la naissance de leur bébé.
En introduction, le film retrace la façon dont, à la suite du décès d'un Président des États-Unis par une maladie cardiaque, le lobby du sucre a cherché en 1964 à se dédouaner de toute responsabilité en faisant porter la responsabilité sur les matières grasses. Une étude récente a d'ailleurs montré que la Fondation sur la Recherche du Sucre (SRF) n'a pas hésité à payer des scientifiques pour produire des études favorables à leur thèse, sans aucune déclaration sur le conflit d'intérêts qui en découle. 
À la suite de ce régime, Damon Gameau a pris du poids, est devenu léthargique et a développé une stéatose hépatique. Le régime sucré a été choisi de manière que son apport calorique n'ait pas augmenté par rapport à son régime alimentaire normal. Des entretiens avec des experts attribuent ce changement au niveau élevé de sucre qu'il ingérait, et suggèrent en particulier que le fructose pourrait être le principal coupable. Elle est d'autant plus utilisée qu'elle provoque un effet addictif sur les consommateurs. Il est suggéré que les édulcorants artificiels ne soient pas meilleurs. Les téléspectateurs sont initiés au "point de bonheur", un terme inventé dans les années 1960 qui s'applique ici à la quantité de sucre que vous pouvez ajouter à un aliment pour le rendre optimalement désirable. L'ajout de plus de sucre au-delà du "point de bonheur" entraîne une baisse significative de la désirabilité. Après l'expérience, et la naissance de leur bébé, il est revenu à son régime alimentaire précédent et les effets néfastes ont été largement et rapidement inversés.

## Rôles
Outre Damon Gameau comme personnage principal, le casting comprend Hugh Jackman, Stephen Fry, Isabel Lucas et Brenton Thwaites. 
Gary Taubes, Michael Moss et le Dr Kimber Stanhope ont donné des interviews qui sont incluses, et Depeche Mode, Peter Gabriel et Florence and the Machine figurent sur la bande originale. 
La partenaire dans la vie de Gameau, l'actrice Zoe Tuckwell-Smith, apparaît dans le film alors qu'elle est enceinte de leur fille, qui fait une apparition après être née pendant la production.
Kyan Khojandi : narrateur pour le doublage en français

## Accueil par le Public et la Critique
Les critiques américaines pour le film ont été généralement positives. Selon une critique du New York Times, le "mélange aéré d'images informatiques, de numéros musicaux, de sketches et d'excursions décalées" a rendu "les leçons de nutrition faciles à digérer".
Avec humour, le Hollywood Reporter a conclu que « Gameau a clairement de bonnes intentions et réussit généralement à adoucir un sujet potentiellement amer pour une consommation publique facile ». 
Un journaliste australien du Sydney Morning Herald a affirmé que le film n'était "pas assez rigoureux pour prouver quoi que ce soit". Toutefois, la teneur de l'article semble plutôt orientée vers des attaques ad-hominem qui n'ont que peu à voir avec le fond du sujet.
Un article de SBS Australia discutant de la contribution du film le décrit comme "l'un des documentaires les plus réussis d'Australie".
Le film est recommandé comme ressource éducative par la Documentary Australia Foundation, qui note que "SUGARLAND changera à jamais votre façon de penser à une alimentation " saine "